# Without You (Avicii)
Without You è un singolo del DJ svedese Avicii, pubblicato l'11 agosto 2017 come primo estratto dal terzo EP Avīci (01).
Il singolo ha visto la partecipazione alla parte vocale del cantante svedese di origini italiane Sandro Cavazza.

## Video musicale
Il video musicale si apre con un uomo che entra in una grotta dove sono scolpite due persone con le ali e una persona che prende un cesto, il centro della grotta si illumina improvvisamente e questa esplode disperdendo un astronauta e tutti i resti della grotta nello spazio verso Marte (dove si incontrano anche asteroidi). Successivamente viene mostrato l'astronauta che si trova in un'atmosfera di nubi e anelli luminosi e incandescenti, dopodiché si passa attraverso delle montagne con il pianeta rosso all'orizzonte fino a quando non compare l'astronauta in mezzo a delle esplosioni che poi precipita sul pianeta rosso.